# Elk Grove Village (Illinois)
Elk Grove Village es una villa ubicada en el condado de Cook en el estado estadounidense de Illinois. En el Censo de 2010 tenía una población de 33127 habitantes y una densidad poblacional de 1.120,88 personas por km².

## Geografía
Elk Grove Village se encuentra ubicada en las coordenadas 42°0′21″N 87°59′35″O / 42.00583, -87.99306. Según la Oficina del Censo de los Estados Unidos, Elk Grove Village tiene una superficie total de 29.55 km², de la cual 29.38 km² corresponden a tierra firme y (0.6%) 0.18 km² es agua.

## Demografía
Según el censo de 2010, había 33127 personas residiendo en Elk Grove Village. La densidad de población era de 1.120,88 hab./km². De los 33127 habitantes, Elk Grove Village estaba compuesto por el 82.91% blancos, el 1.42% eran afroamericanos, el 0.3% eran amerindios, el 10.11% eran asiáticos, el 0.01% eran isleños del Pacífico, el 3.35% eran de otras razas y el 1.9% pertenecían a dos o más razas. Del total de la población el 9.51% eran hispanos o latinos de cualquier raza.